# 椎骨
椎骨又稱脊椎骨、脊椎，是组成脊椎动物脊柱的不规则骨，属于构成中轴骨核心的主要骨骼系统结构构件，成年后可作为主要的造血组织。典型椎骨包括椎体、椎弓、棘突和横突、关节突等部分。
依动物种类不同，椎骨可为硬骨或软骨。哺乳动物则根据椎骨所在部位不同分为颈椎、胸椎、腰椎、荐椎、尾椎等。

## 结构

脊椎骨的侧面图

椎骨的承重主体是前半部分的椎体（vertebral body或centrum），椎体中央有松质骨和骨髓负责造血。相邻的椎体之间由椎间盘相连，有着一定的前后/侧向弯曲和旋转扭曲的活动范围，由通过椎体终板（end plate）软骨扩散出的体液进行滋养。椎骨的后半部分由椎弓（vertebral arch）组成，椎弓内侧围出的空隙是椎孔（vertebral foramen），由一系列椎孔排列支撑组成的体腔是负责包裹保护脊髓的椎管（spinal canal），因此椎弓在临床医学上有时也称神经弓（neural arch）。
相邻的椎弓之间会由左右一对小面关节（facet joint，也称zygapophysial joint）相连，将椎弓分为腹侧的弓根（pedicle）和背侧的弓板（lamina）两部分。脊索每一节的脊神经和背根神经节会从弓根下方的椎间孔（intervertebral foramen）中穿过，随后分岔为腹枝（ventral ramus）和背枝（dorsal ramus）去分别支配脊柱前后侧的器官和组织。同时，小面关节是典型的平面关节，其排列方向决定了两个椎骨之间的活动方向，比如胸椎骨的小面关节沿着冠状面排列，这使得胸椎可以沿着纵轴产生一定左右转动，但却无法进行前后弯曲活动；而腰椎骨的小面关节沿着矢状面排列，这使得腰椎可以前后弯曲，但无法进行左右转动。
椎体前后分别附着前纵韧带（anterior longitudinal ligament）和后纵韧带（posterior longitudinal ligament）来协助固定整个脊柱，而椎弓后半部（弓板）内侧则由富含弹性纤维的黄韧带（ligamentum flavum）附着。这些韧带的可以让脊柱在拥有一定活动范围的情况下维持形态稳定，特别是后纵韧带，其强度和健康程度是抵御椎间盘突出的关键。
椎弓两侧和背侧共有三个狭长向外的凸起，既左右横突（transverse process）和背侧的棘突（spinous process），这些突起可以为核心肌群和肋骨提供附着面。